# Дружбівська сільська рада (Іванівський район)
Дру́жбівська сільська́ ра́да — адміністративно-територіальна одиниця та орган місцевого самоврядування в Іванівському районі Херсонської області. Адміністративний центр — село Дружбівка.

## Загальні відомості
- Територія ради: 45,371 км²
- Населення ради: 653 особи (станом на 2001 рік)

## Населені пункти
Сільській раді були підпорядковані населені пункти:
- с. Дружбівка

## Склад ради
Рада складалася з 16 депутатів та голови.
- Голова ради: Несторов Сергій Сергійович
- Секретар ради: Ващенко Ірина Федорівна

### Керівний склад попередніх скликань
| Прізвище, ім'я, по батькові   | Основні відомості                                                         | Дата обрання | Дата звільнення |
| ----------------------------- | ------------------------------------------------------------------------- | ------------ | --------------- |
| Гераскіна Тамара Сергіївна    | Сільський голова, 1954 року народження, член Комуністичної партії України | 26.03.2006   | 30.12.2009      |
| Михайлов Володимир Сергійович | Сільський голова, 1986 року народження, освіта вища, член Партії регіонів | 31.10.2010   | 09.09.2012      |
| Несторов Сергій Сергійович    | Сільський голова, 1984 року народження, освіта вища, член Партії регіонів | 09.09.2012   |                 |

Примітка: таблиця складена за даними сайту Верховної Ради України

### Депутати
За результатами місцевих виборів 2010 року депутатами ради стали:

#### За суб'єктами висування
| Суб'єкт висування           | Кількість обраних депутатів | %    |
| --------------------------- | --------------------------- | ---- |
| Партія регіонів             | 10                          | 62,5 |
| Самовисування               | 5                           | 31,3 |
| Комуністична партія України | 1                           | 6,3  |

#### За округами
| № округу                    | Прізвище, ім'я, по батькові        | Дата визнання обраним | Освіта  | Партійна приналежність            | Відомості про обраного депутата                    |
| --------------------------- | ---------------------------------- | --------------------- | ------- | --------------------------------- | -------------------------------------------------- |
| Комуністична партія України |                                    |                       |         |                                   |                                                    |
| 11                          | Вергун Надія Людвигівна            | 01.11.2010            | вища    | член Комуністичної партії України | тимчасово не працює                                |
| Партія регіонів             |                                    |                       |         |                                   |                                                    |
| 3                           | Кролевецька Олена Валентинівна     | 01.11.2010            | середня | член Партії регіонів              | ПП «Самсонова», приватний підприємець              |
| 4                           | Пашко Віра Григорівна              | 01.11.2010            | середня | позапартійна                      | Дитячий садок, вихователь                          |
| 6                           | Мірошниченко Юрій Вікторович       | 01.11.2010            | середня | позапартійний                     | ТОВ «Калга», механік                               |
| 7                           | Любченко Євген Дмитрович           | 01.11.2010            | середня | позапартійний                     | тимчасово не працює                                |
| 8                           | Лущай Валентина Дмитрівна          | 01.11.2010            | вища    | член Партії регіонів              | Дружбівська сільська рада, бухгалтер               |
| 9                           | Ващенко Ірина Федорівна            | 01.11.2010            | вища    | позапартійна                      | Дружбівська сільська рада, секретар                |
| 12                          | Мочеган Віра Володимирівна         | 01.11.2010            | вища    | позапартійна                      | тимчасово не працює                                |
| 13                          | Лущай Валерій Дмитрович            | 01.11.2010            | середня | член Партії регіонів              | Дружбівська загальноосвітня школа, охоронець       |
| 14                          | Литвиненко Валентина Володимирівна | 01.11.2010            | вища    | член Партії регіонів              | тимчасово не працює                                |
| 16                          | Чурік Любов Вікторівна             | 01.11.2010            | вища    | позапартійна                      | Дружбівська сільська рада, спеціаліст ІІ категорії |
| Самовисування               |                                    |                       |         |                                   |                                                    |
| 1                           | Федорченко Олена Іванівна          | 01.11.2010            | вища    | позапартійна                      | пенсіонер                                          |
| 2                           | Зінченко Віра Петрівна             | 01.11.2010            | середня | позапартійна                      | пенсіонер                                          |
| 5                           | Мірошниченко Олександр Вікторович  | 01.11.2010            | середня | позапартійний                     | фермерське господарство «Стас», голова             |
| 10                          | Величко Ірина Федорівна            | 01.11.2010            | вища    | позапартійна                      | СВАТ «Іванівський масло завод», приймальник        |
| 15                          | Парій Любов Федорівна              | 01.11.2010            | середня | позапартійна                      | пенсіонер                                          |

## Населення
Згідно з переписом УРСР 1989 року чисельність наявного населення сільської ради становила 737 осіб, з яких 328 чоловіків та 409 жінок.
За переписом населення України 2001 року в сільській раді мешкало 645 осіб.

### Мова
Розподіл населення за рідною мовою за даними перепису 2001 року:
| Мова       | Відсоток |
| ---------- | -------- |
| українська | 90,81 %  |
| російська  | 8,42 %   |
| вірменська | 0,61 %   |
| білоруська | 0,15 %   |